# Kelemen Mikes

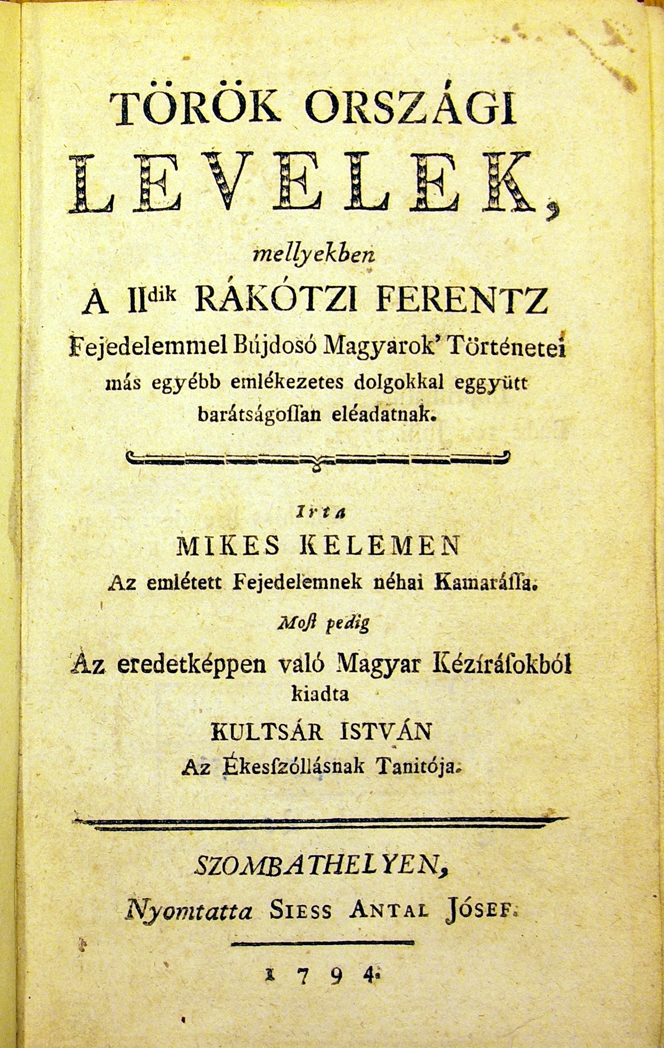
Dopisy z Turecka, první vydání z roku 1794.

Kelemen Mikes, vlastním jménem Zágoni Mikes (srpen 1690, Zágon, Sedmihradsko, dnes Rumunsko – 2. října 1761, Tekirdağ, Osmanská říše) byl maďarský spisovatel, jeden ze zakladatelů maďarské literární prózy.

## Život
Kelemen Mikes pocházel ze staré sedmihradské šlechtické rodiny. Narodil se sice jako člen kalvinistické reformované církve, ale již jako dítě konvertoval ke katolicismu a vzdělání získal od jezuitů v Kluži. Posléze vstoupil do služeb sedmihradského knížete Františka II. Rákócziho, působil jako jeho tajemník a zúčastnil se jeho neúspěšného protihabsburského povstání. Po jeho porážce roku 1711 zůstal se svým pánem nejprve v Polsku a roku 1713 s ním odešel do exilu do Francie, kde žil ve Versailles. Zde se naučil výborně francouzsky a seznámil se s francouzskou literaturou, jejíž vliv se v jeho díle silně projevil.
Roku 1717 odjel František II. Rákóczi (a s ním i Kelemen Mikes) do Osmanské říše, kde si kníže sliboval získat od sultána Ahmeda III., který vedl válku proti Habsburské monarchii, vojenskou pomoc pro návrat do vlasti. Válka však skončila již roku 1718 tureckou porážkou a František II. Rákóczi i Kelemen Mikes se již do vlasti nikdy nevrátili. Od roku 1720 žili ve městě Tekirdağu v evropské části Turecka na pobřeží Marmarského moře, kde se Mikes věnoval překladům francouzských děl do maďarštiny a vlastní literární činnosti. Po smrti knížete roku 1735 požádal sice Mikes císařovnu Marii Terzii o milost, ale ta ji roku 1741 zamítla.

## Dílo
Během svého pobytu v Tekirdağu sepsal Kelemen Mikes své paměti z emigrace ve formě fiktivních dopisů, které pod názvem Törökországi levelek (Dopisy z Turecka) dokončil roku 1758 (knižně vyšly až roku 1794). Díky tomuto dílu je Mikes považován za jednoho ze zakladatelů maďarské literární prózy. Spojil v něm nejlepší tradice barokní dvorské šlechtické literatury s náznaky raně osvícenských myšlenek. Kniha, vykazující také vliv jansenismu, obsahuje eseje, příběhy ze života, novely a anekdoty po vzoru francouzské literatury (např. Montesquieu a jiní) a prokazuje i znalost současných encyklopedických slovníků (Pierre Bayle a další). Pro skvělý styl a výrazové bohatství bylo toto dílo vzorem pro maďarské prozaiky ještě na přelomu 18. a 19. století.
K dalším Mikesovým dílům patří adaptace novel madame de Gomez Mulatságos napok (Zábavné dny, 1745, vydáno až 1879) a překlady francouzských náboženských knih.